# Kolonialtruppen
Kolonialtruppen waren militärische Formationen, die von den europäischen Kolonialmächten in überseeischen Kolonien stationiert wurden und im Gegensatz zu Kolonialpolizeien nicht nur der Aufrechterhaltung der kolonialen Herrschaft, sondern auch der Kriegführung gegen andere Kolonialmächte oder der Erweiterung der Kolonialherrschaft in Kolonialkriegen dienten. Die letzten europäischen Kolonialtruppen wurden 1974 nach der Beendigung des Portugiesischen Kolonialkriegs aufgelöst.

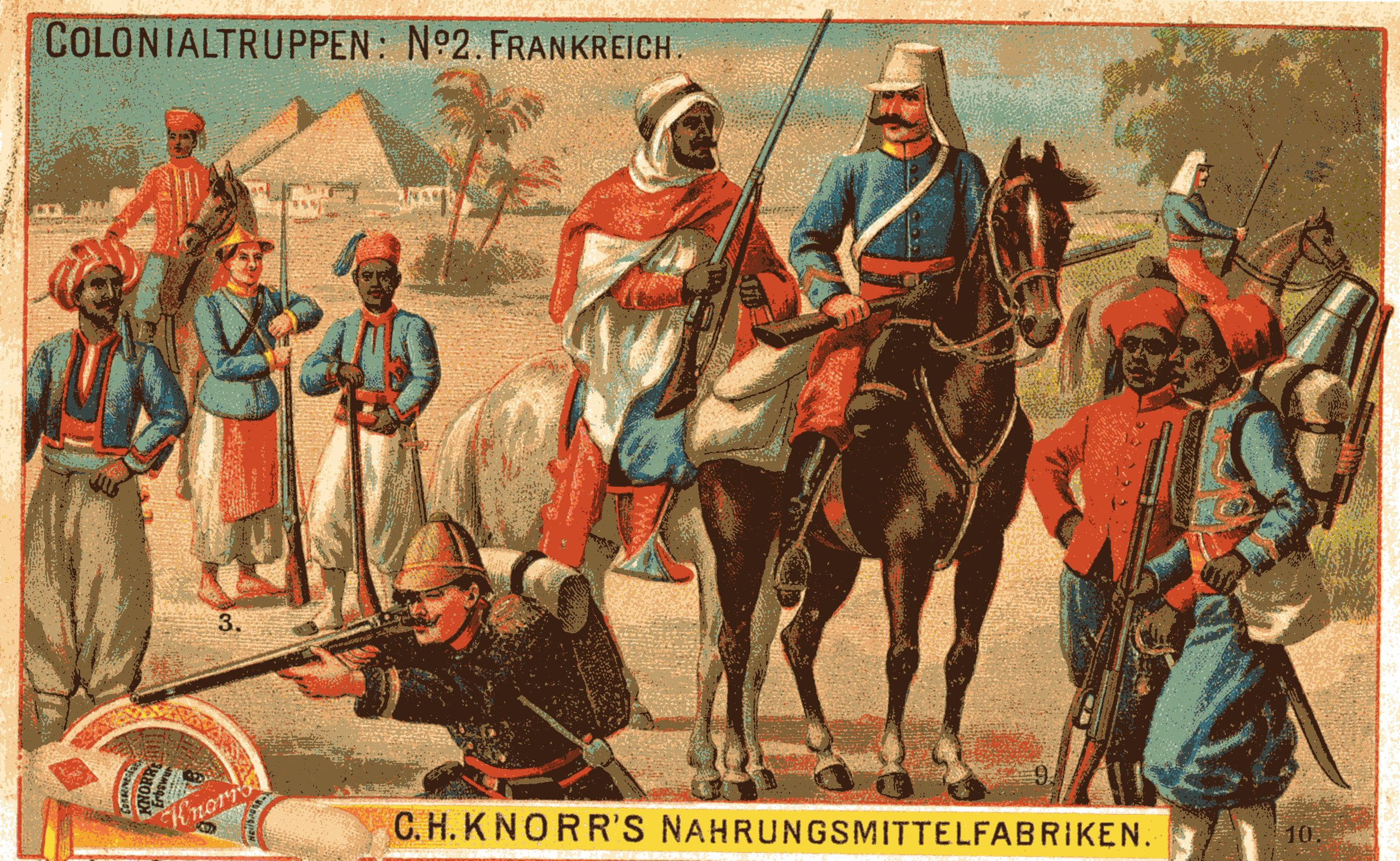
Französische Kolonialtruppen um 1900 (zeitgenössische Darstellung)

## Zeitgenössische Definition
Kolonialtruppen, dauernd im Interesse von Kolonien verwendete und dort ständig garnisonierende Truppen. Ihre Organisation hängt von Größe, Lage, politischer und wirtschaftlicher Bedeutung pp. der betreffenden Kolonie wie auch des Mutterlandes ab.
(vgl. Eintrag Kolonialtruppen, in: Meyers Großes Konversations-Lexikon, Bd., 11, 6. Aufl. Leipzig/Wien (Bibliographisches Institut) 1905, S. 290)

## Charakter von Kolonialtruppen
Vor allem aus klimatischen Gründen, aber auch zur Schonung eigener humaner Ressourcen für die Kriegführung in Europa bildeten die Kolonialmächte Truppen und Hilfstruppen aus Eingeborenen, die besser an das Klima und Terrain angepasst waren als Europäer oder Nordamerikaner. In den Tropen, insbesondere in der Karibik, waren die Verluste durch klimatische Einflüsse und Krankheiten unverhältnismäßig hoch. So betrug die jährliche Sterberate der britischen Garnisonen in Britisch-Honduras und Jamaika zwischen 1808 und 1828 15,5 %.
Diese lokal aufgestellten Truppen wurden oftmals auch in anderen Kolonialgebieten eingesetzt. Der französische Militärtheoretiker André Beaufre unterschied grundsätzlich drei Modelle europäischer Kolonialtruppen: das britische, französische und spanische.
In der Frühzeit der Koloniegründungen gab es ein Konglomerat von
- staatlichen (Söldner)Truppen,
- Söldnertruppen der Handelskompanien (z. B. Britische Ostindien-Kompanie, Niederländische Ostindien-Kompanie),
- Siedlermilizen
- indigenen Hilfstruppen,
- Aufgeboten aus afrikanischen Sklaven bzw. deren Nachkommen.

Im 19. Jahrhundert wurden die Kompanien aufgelöst und ihre Truppen übernommen bzw. verstaatlicht. Die im 19. Jahrhundert in den meisten europäischen Staaten eingeführte Wehrpflicht wurde in der Regel nicht dazu genutzt, Kolonialtruppen zu verstärken, da der Dienst in den Kolonien aus diversen Gründen in der Bevölkerung wenig populär war.
Der Einsatz eingeborener Hilfstruppen beschränkte sich nicht auf die Bekämpfung Aufständischer, sondern sie wurden auch gegen konkurrierende Kolonialmächte eingesetzt. Dies wirkte sich auch auf die Art der Kriegführung aus, so z. B. 1640 im Niederländisch-Portugiesischen Krieg in Brasilien, als die portugiesischen Truppen die eindringenden Holländer mit Hilfe von indianischen Hilfstruppen und einer Guerillataktik attackierten:
Die von den Portugiesen verfolgte Guerillataktik mit Angriffen aus dem Hinterhalt und der rücksichtslosen Behandlung Gefangener hatte Prinz Johann Moritz und seine Führung dazu veranlasst, entschieden die Einhaltung europäischer Kriegsregeln zu fordern, andernfalls massive Repressalien gegen die Zivilbevölkerung anstünden. Umgekehrt wurden die Niederländer von den Autoritäten in Bahia und dem Klerus als „Piraten“ verteufelt und beschuldigt, sich mit den menschenfressenden Tapuja-Indios verbündet zu haben. In der Tat entsprach die Form des militärischen Konflikts nicht den europäischen Gepflogenheiten, selbst wenn man unterstellt, daß während des Dreißigjährigen Kriegs auch in Europa die kriegsrechtlichen Bestimmungen nicht eingehalten wurden.
. Horst Pietschmann, Portugal – Amerika – Brasilien, S. 76f.

## Kolonialtruppen nach Staaten

### Belgien
Die Force Publique im Belgisch-Kongo rekrutierte sich aus afrikanischen Söldnern und europäischen Söldneroffizieren; zeitweise diente in ihr auch der preußische Berufsoffizier Hermann von Wissmann. Sie war maßgeblich an den Kongogräueln beteiligt und wurde im Ersten Weltkrieg gegen die Schutztruppe für Deutsch-Ostafrika und im Zweiten Weltkrieg in Nordafrika gegen das deutsche Afrikakorps eingesetzt. 1960 war sie entscheidend am Putsch gegen Patrice Lumumba beteiligt.

### Britisches Weltreich

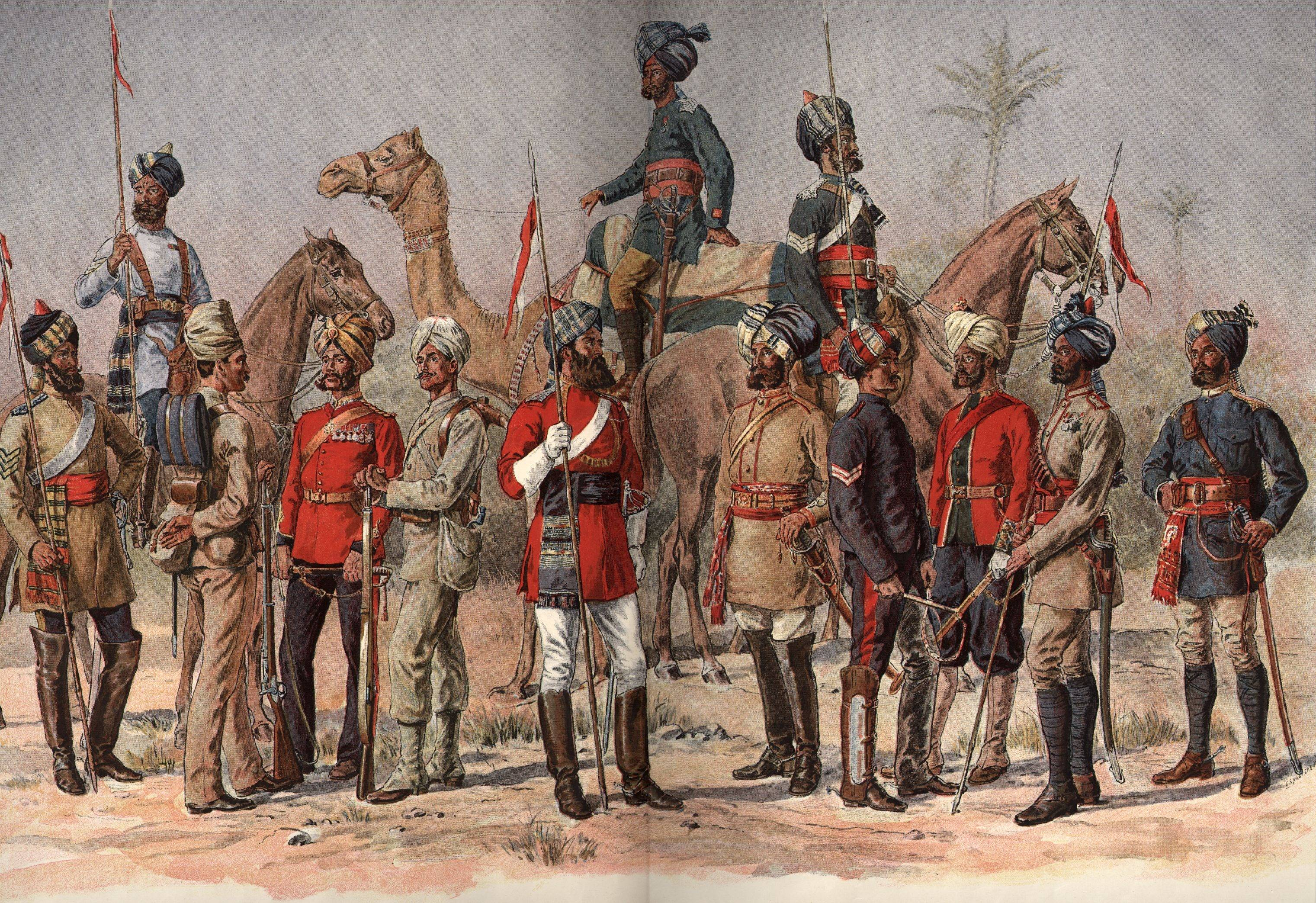
Madras Army

Vor 1858 setzte sich das Trio der Presidency Armies in Indien (Bengal Army, Bombay Army und Madras Army) zum geringeren Teil aus „europäischen“ Einheiten, regulären indischen Truppen und indischen Hilfstruppen zusammen. Das britische Modell war idealtypisch in der Britische Indienarmee verwirklicht und orientierte sich am Konzept der indirekten Kolonialherrschaft („indirect rule“).
Die Indienarmee diente dem Empire auch als globale militärische Eingreifreserve. So waren Einheiten der Armee im Jahre 1900 zeitgleich im Boxeraufstand in China, in Britisch-Somaliland, im Zweiten Burenkrieg in Südafrika und im Krieg um den goldenen Stuhl an der Goldküste eingesetzt. Um 1930 besaß die Indienarmee eine Personalstärke von gut 300.000 Mann einschließlich eigener Luftstreitkräfte. Neben der Royal Navy, die von einem weltweit angelegten Stützpunktsystem aus operierte, war die Indienarmee das zweite Standbein globaler britischer Herrschaft (siehe auch Indische Armee im Zweiten Weltkrieg).
Nach der Eingliederung der europäischen Regimenter des Presidency Armies in dem britische Armee ab 1858, wie zum Beispiel der 2nd Bengal (European) Fusiliers, ließ die britische Armee eine große Zahl ihrer regulären Truppen durch Indien und andere überseeische Besitzungen rotieren, um die lokalen Kolonialkräfte zu verstärken. 
Neben der Indienarmee waren in den amerikanischen, afrikanischen und pazifischen Kolonien Kolonialtruppen stationiert, die sich meist aus „weißen“ Siedlern rekrutierten. Hinzu kamen lokale Milizen und gegen Ende des 19. Jahrhunderts regionale Seestreitkräfte wie die australische (Royal Navy Auxiliary Squadron, ab 1887) oder die indische Marine.
Eine Besonderheit unter den britischen Kolonialtruppen bildeten die Westindien-Regimenter, die sich ausschließlich aus der indigenen Bevölkerung der karibischen Kolonien oder afrikanischen Sklaven rekrutierte. Daher besaß die britische Regierung das Recht, gegenüber aus Afrika eintreffenden Sklavenhändlern als Erstkäufer aufzutreten. Aufgrund dieses Verfahrens wurden zwischen 1795 und 1808 gut 13.400 Soldaten rekrutiert. Am Ende der Koalitionskriege existierten 12 Westindien-Regimenter. Da sich das Personal außerordentlich resistent gegen Krankheiten zeigte, wurden die sie auch in Westafrika eingesetzt, so in Sierra Leone. Als einzige britische Kolonialtruppe trug sie eine Zuavenuniform. Das Westindien-Regiment existierte in unterschiedlicher Formation und Stärke von 1795 bis 1927 und erneut von 1958 bis 1962. Nach seiner Auflösung bildete es den Kern der Jamaica Defence Force und der Trinidad and Tobago Defence Force.

### Deutsches Reich
Deutsche Kolonialtruppen existierten lediglich von 1889 bis 1919. Diese als Schutztruppen bezeichneten Einheiten waren in Kamerun (Schutztruppe für Kamerun), Deutsch-Südwestafrika (Schutztruppe für Deutsch-Südwestafrika) und Deutsch-Ostafrika (Schutztruppe für Deutsch-Ostafrika) stationiert. Sie waren nie Teil des Reichsheers und unterstanden auch nie dem Preußischen Kriegsministerium als de facto Reichskriegsministerium, sondern hintereinander dem Auswärtigen Amt, dem Reichsmarineamt und ab 1907 dem soeben gegründeten Reichskolonialamt und dem Oberkommando der Schutztruppen.

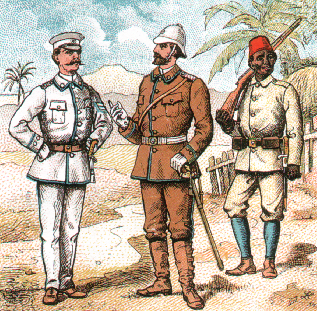
Ost-Afrika

Da der europäische Kriegsschauplatz und der erwartete Zweifrontenkrieg gegen Frankreich und Russland im deutschen militärischen Denken absolute Priorität besaß, wurden die Schutztruppen als lästige Bürde betrachtet, die unnötig personelle und materielle Ressourcen verschlangen, ohne in einem zukünftigen (europäischen) Krieg auch nur eine taktische Bedeutung zu besitzen. Daher wurde in Deutschland nie wie in Frankreich oder Italien ein zentrales Depot errichtet, in dem die zukünftigen Kolonialtruppen nach einheitlichen Richtlinien ausgebildet und auf den Einsatz in den Kolonien vorbereitet werden konnten. Wie in anderen Kolonialarmeen auch, bestanden die Schutztruppen mit Ausnahme von Deutsch-Südwestafrika praktisch ausschließlich aus afrikanischen Söldnern, die in Deutsch-Ostafrika als Askaris bezeichnet wurden.
Wie in anderen Marinen der Kolonialmächte wurden die deutschen Seebataillone in Kiel (I. Bataillon), Wilhelmshaven (II. Bataillon) und Cuxhaven (III. Stammbataillon) auch als koloniale Eingreifreserve betrachtet und eingesetzt, vor allem im Aufstand der Herero und Nama. In Tsingtau diente das III. Seebataillon als ständige Besatzung der Festung.
Die deutschen Schutztruppen wurden aufgrund der Bestimmungen des Versailler Vertrags aufgelöst und fanden weder in der Reichswehr noch der Wehrmacht institutionelle Nachfolger. Pläne für Kolonialtruppen in der Zeit des Nationalsozialismus kamen nicht zur Ausführung.

### Frankreich

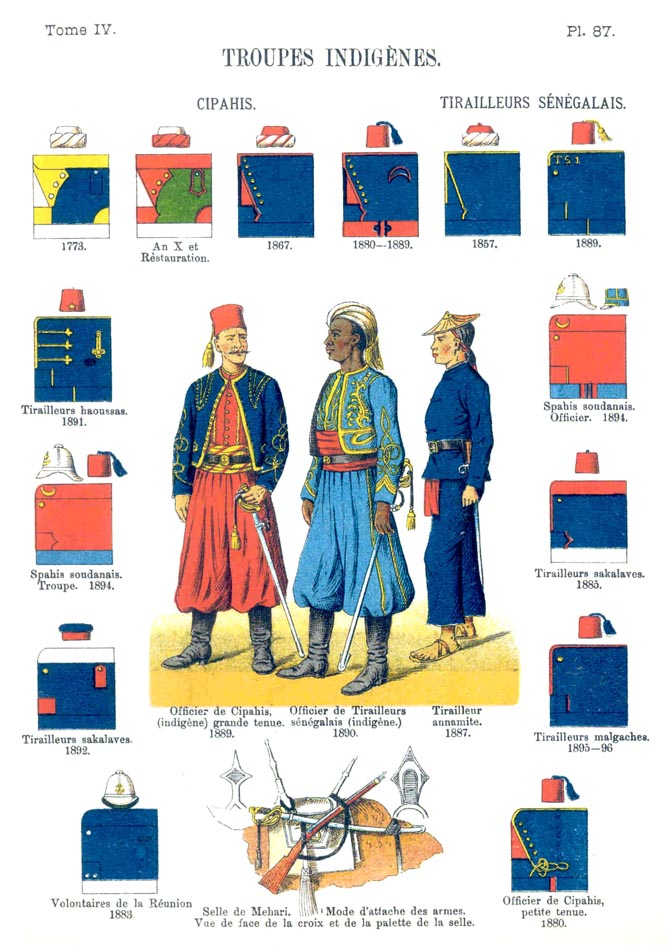
Cipahis troupes indigènes

Seit dem 17. Jahrhundert waren in Frankreich die 1622 aufgestellten Marinetruppen (Troupes de Marine) die Hauptträger kolonialer Eroberungen. Vor allem die Kolonialkriege in Nordafrika ab den 1830er Jahren führten zur Aufstellung zahlreicher indigener Truppen bzw. Hilfstruppen:
- Zuaven,
- Senegalschützen,
- Tirailleurs algériens
- Tirailleurs marocains,
- Tirailleurs tonkinois (in Indochina),
- Tirailleurs tunisiens,
- Marokkanische Gum (Goumiers marocains),
- Spahis

Von 1900 bis 1961 verfügte Frankreich in der Armée coloniale eine genuine Kolonialarmee, die in den nordafrikanischen Kolonien stationiert war. Eine französische Besonderheit war und ist die Französische Fremdenlegion. Sie wurde speziell für die Kriegführung in Nordafrika aufgestellt und bestand ausschließlich aus „weißen“ europäischen Söldnern, die von französischen Offizieren kommandiert wurden. Sie war auch das Vorbild für die Spanische Fremdenlegion.

### Italien
Die Kolonialtruppen des Königreichs Italien bestanden von 1885 bis 1943. Jede italienische Kolonie hatte eine eigene Kolonialtruppe mit der Bezeichnung Regio Corpo Truppe Coloniali (RCTC) oder „Königliches Kolonialtruppenkorps“. Diese setzten sich hauptsächlich aus einheimischen lokalen Askaris zusammen, die bei Bedarf auch in anderen Kolonien eingesetzt wurden.

### Niederlande
Die Königlich Niederländische Ostindien-Armee setzte sich sowohl aus niederländischen Soldaten, europäischen Söldnern und vor allem indigenen Truppen zusammen. Der deutsche Anteil am europäischen Kontingent betrug Mitte bis Ende des 19. Jahrhunderts bis zu 20 %, vor 1850 offenbar sogar um die 50 %. Im Kriegsfall wurde die Armee durch so genannte Schuttereyen (Niederländisch: Schützengesellschaft oder Schützenverein), eine Kolonisten-Miliz, unterstützt.
Zur Guerillabekämpfung wurde 1890 eine besondere Polizeieinheit gegründet, das Korps Marechaussee te voet (Marechaussee-Korps zu Fuß), dessen Mannschaften und Unteroffiziere sich aus Ambonesen und Javanesen rekrutierte.

### Portugal
Auch Portugal rekrutierte Indianer und afrikanische Sklaven als Hilfstruppen. Eine besondere Rolle spielten die Bandeirantes in Brasilien. Im Ersten Weltkrieg kämpften Kolonialtruppen in Mosambik vergeblich gegen die Schutztruppe Deutsch-Ostafrika unter Paul von Lettow-Vorbeck.
Im Portugiesischen Kolonialkrieg wurden in den drei afrikanischen Kolonien Guinea-Bissau, Angola und Mosambik, offiziell als Überseeprovinzen bezeichnet, hauptsächlich Wehrpflichtige eingesetzt. Da der Krieg im Mutterland durchaus unbeliebt war, flüchteten Wehrpflichtige vor Dienstantritt oft ins Ausland. Zur Unterstützung der Armee und Polizei wurden erneut indigene Hilfstruppen aufgestellt. Die Geheimpolizei PIDE, die maßgeblich an der Kriegführung beteiligt war, stellte die so genannten Flechas (Portugiesisch: Pfeile) auf, die sich aus gefangenen oder übergelaufenen Mitgliedern der Befreiungsbewegungen rekrutierten und u. a. in so genannten Pseudo-Operationen zum Einsatz kamen, d. h., sie traten im Einsatzgebiet als angebliche Guerilleros auf, um echte Widerstandskämpfer in Hinterhalte zu locken. Die Armee wiederum stellte die Grupos Especiais (GE) aus Afrikanern auf. Die GE gehörten der Armee formal nicht an, wurden aber von Offizieren geführt, die in Spezialeinheiten gedient hatten.

### Spanien

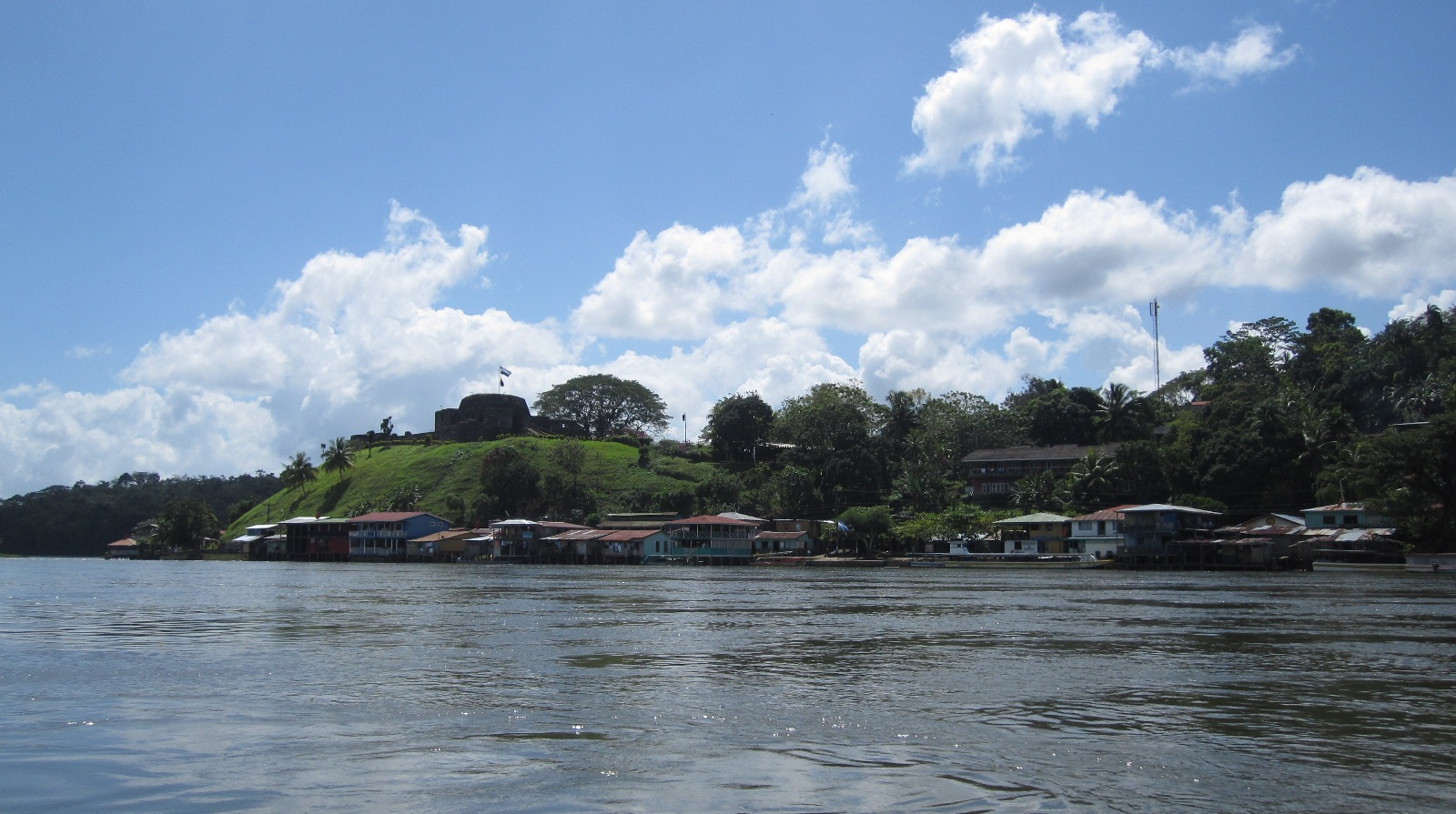
El Castillo-01

In Spanisch-Amerika und auf den Philippinen wurden generell reguläre spanische Truppen stationiert, die aus dem Mutterland rekrutiert wurden. Im 16. Jahrhundert war noch das Encomiendasystem Träger der Verteidigungslasten, d. h., dass Indios durch Abgaben oder Dienstleistungen den Unterhalt von Pferden, Waffen und Ausrüstung finanzieren mussten. Die regulären Truppen wurden durch Milizen und im Kriegsfall durch Hilfstruppen aus Indigenen oder schwarze Sklaven unterstützt.
Diese Aufgaben wurden nach und nach von der spanischen Krone übernommen. Dabei wurden als größte militärische Bedrohung der amerikanischen Kolonien nicht indigene Aufständische, sondern konkurrierende Kolonialmächte wie England oder Holland angesehen. Gegen die oftmals als Freibeuter (filibusteros) operierenden Konkurrenten wurden im 17. Jahrhundert Festungen nach italienischer Manier errichtet; am bekanntesten ist bis in die Gegenwart El Morro in Havanna. Auf der Grundlage von Bauten des königlichen Oberingenieurs Tiburzio Spannocchi in Spanien konstruierte Bautista Antonelli (1647–1616) diverse Festungen im karibischen Raum nach neuitalienischer Manier.
Auch die maritimen Zugänge zu Mittelamerika wurden durch Festungen gesichert, so in Guatemala durch die Festung Castillo de San Felipe de Lara am Izabal-See und in Nicaragua durch das 1675 errichtete Castillo de la Inmaculada Concepción am Río San Juan. Letzteres wurde 1780 im Kontext des Amerikanischen Unabhängigkeitskrieges durch Horatio Nelson erobert, um Granada am Nicaraguasee zu überfallen, was jedoch scheiterte.
Die Bourbonischen Reformen des José de Gálvez y Gallardo im 18. Jahrhundert führten auch im spanisch-amerikanischen Militärapparat zu gravierenden Veränderungen. Das nunmehrige Amerikaheer (Ejército de América) setzte sich aus drei Teilen zusammen:
1. dem reformierten stehenden Heer,
2. Verstärkungseinheiten (aus Spanien),
3. der reformierten Miliz.

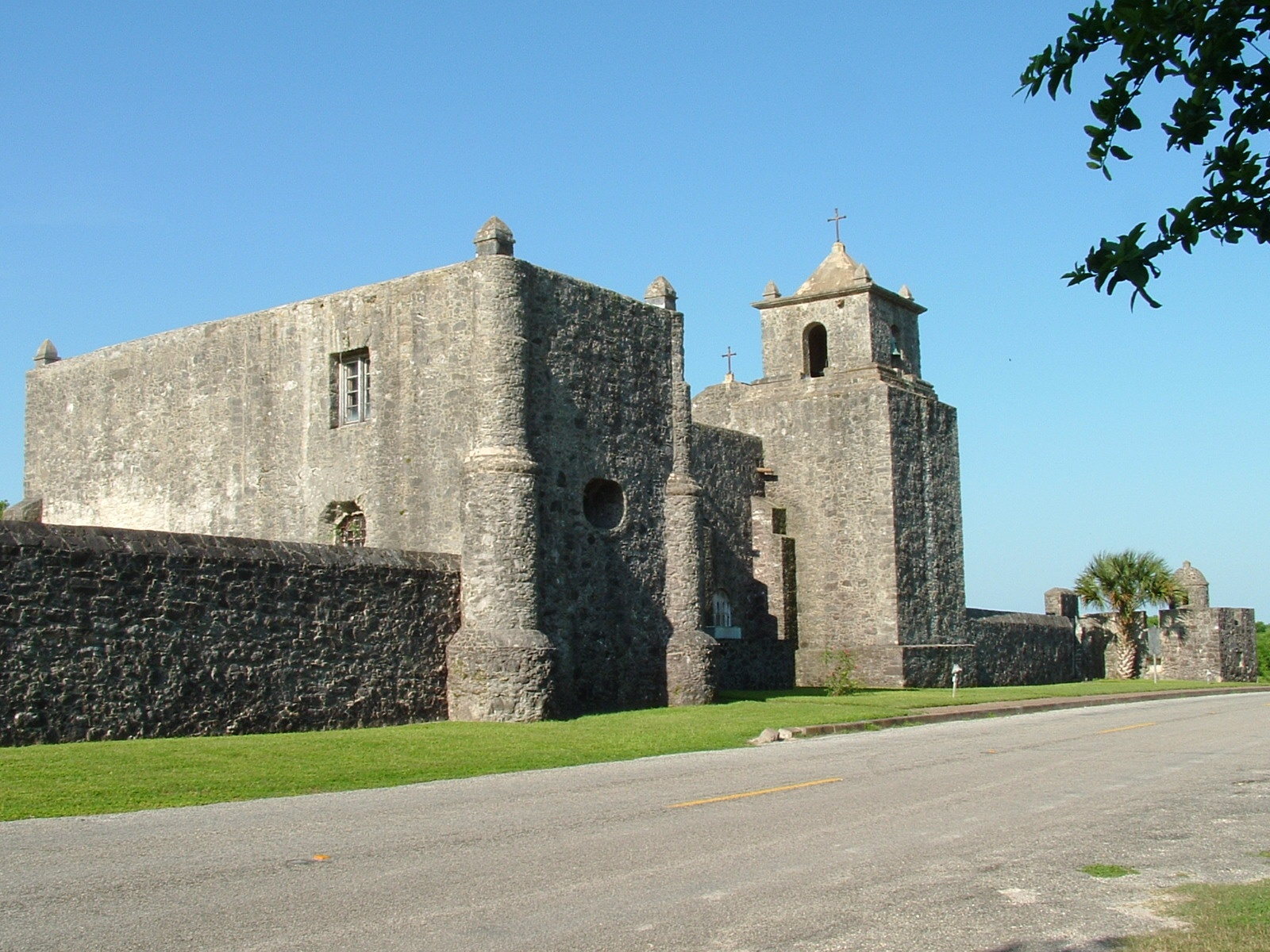
Presidio La Bahía

Danach war ein Pesidio, ähnlich einem Fort, oder eine plaza (Festung) idealtypischer Weise gegliedert in:
- einen Estado mayor de la plaza (Stab),
- ein Infanterie-Regiment à zwei Bataillone,
- zwei Artilleriekompanien,
- eine Marineabteilung,
- Milizen.

Im Zeitraum von 1769 bis 1802 wurden für folgende Kolonien Vorschriften für deren Milizen erlassen:
- Kuba und Puerto Rico,
- Cartagena (heute Kolumbien)
- Panama
- Yucatán und Campeche (heute Mexiko),
- Vizekönigreich Peru,
- Vizekönigreich Neugranada und
- Vizekönigreich des Río de la Plata.

Die regulären Einheiten (Regimiento Fijo) dienten neben den Milizen im spanischen Louisiana und anderen Kolonien.

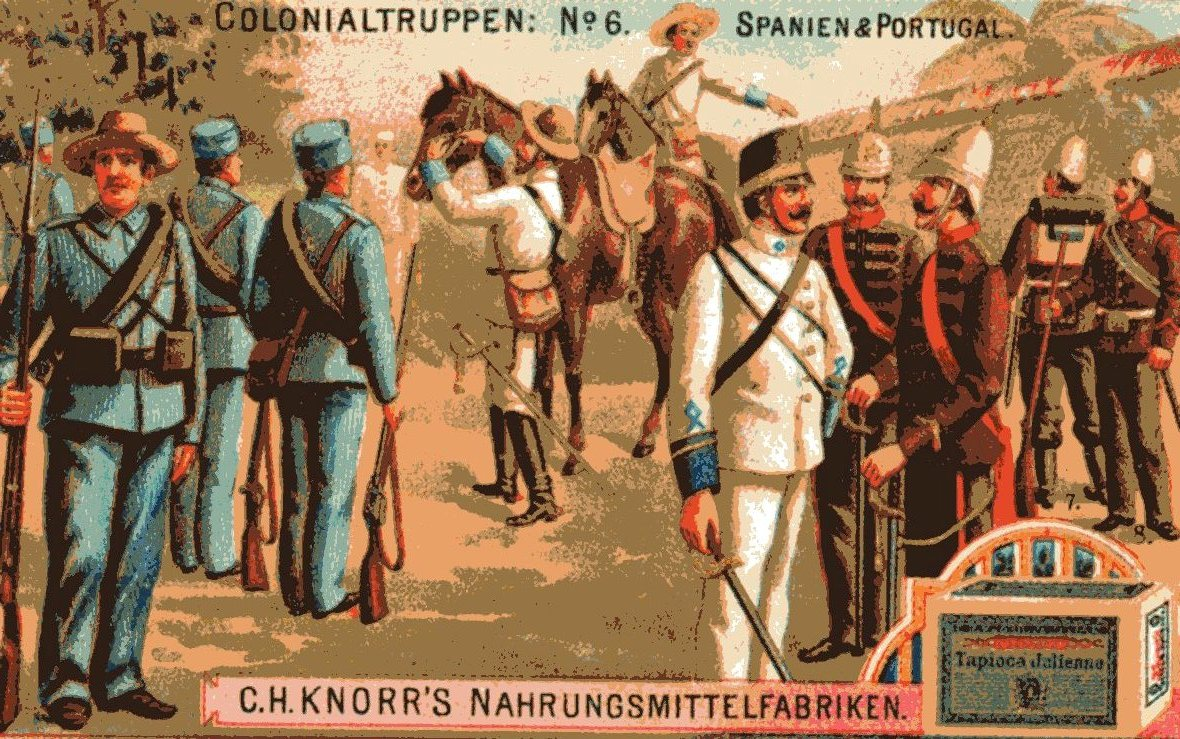
Spanische und portugiesische Kolonialtruppen um 1900

Eigens für die Kolonialgebiete in Nordafrika wurden die Regulares und die Spanische Fremdenlegion aufgestellt; beide nach französischem Vorbild. Im frühen 19. Jahrhundert kamen auch Strafeinheiten zum Einsatz. Die Regulares, populär Moros genannt, spielten eine wichtige Rolle im Spanischen Bürgerkrieg und waren de facto eine Schocktruppe General Francisco Francos. Beide Formationen existieren bis in die Gegenwart (2015) und werden bevorzugt für Auslandseinsätze verwandt.
Charakteristisch für die spanischen Kolonialtruppen in der zweiten Hälfte des 19. Jahrhunderts war ein Drillichanzug aus meist blaugestreifter Baumwolle, der als Rayadillo bezeichnet und später als Symbol der spanischen Kolonialherrschaft angesehen wurde (siehe Abbildung rechts, linke Bildhälfte).
Eine im europäischen Kontext ungewöhnliche und hoch spezialisierte Kolonialtruppe waren die Cuera-Dragoner, die jedoch nur im Vizekönigreich Neuspanien aufgestellt wurden. Sie gehörten der spanischen Armee an, wurden jedoch hauptsächlich aus Mestizen rekrutiert und dienten vor allem als Grenzpolizei zu den Indianergebieten von der kalifornischen Küste im Westen bis zur texanischen Grenze zur französischen Kolonie Louisiana im Osten. Sie wurden nach der Unabhängigkeit Mexikos 1821 nicht aufgelöst, sondern in das neue mexikanische Nationalheer integriert.

### USA

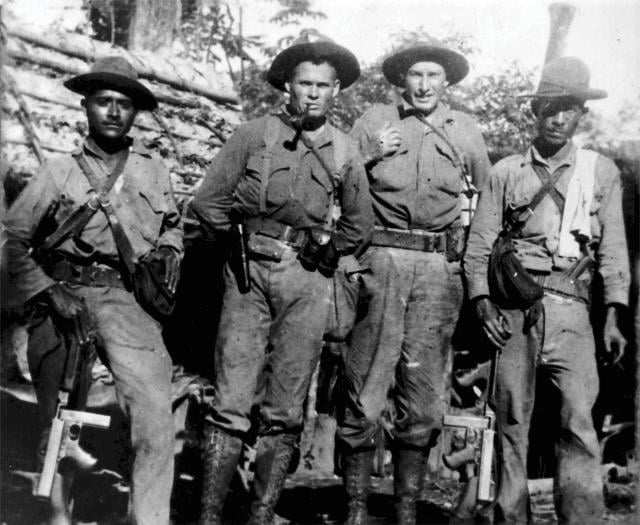
Chesty Puller und Ironman Lee

Eigentliche Kolonialtruppen wurden von den USA, mit Ausnahme der okkupierten Philippinen und Puerto Ricos, nicht aufgestellt. Diese Funktion übernahm das United States Marine Corps, das 1895 aufgrund der technischen Entwicklung in der United States Navy kurz vor der Auflösung gestanden hatte und nun den Bananenkriegen eine Rolle als colonial constabulary zugewiesen bekam. In den Protektoraten Nicaragua, Haiti und der Dominikanischen Republik bildeten die Marines Nationalgarden aus einheimischen Bürgern, die nach dem Abzug des Korps die Funktion von Militär und Polizei übernahmen wie z. B. die Guardia Nacional de Nicaragua, die erst 1979 im Zuge der nicaraguanischen Revolution aufgelöst wurde.

## Die Verwendung von Kolonialtruppen in den beiden Weltkriegen sowie im Spanischen Bürgerkrieg

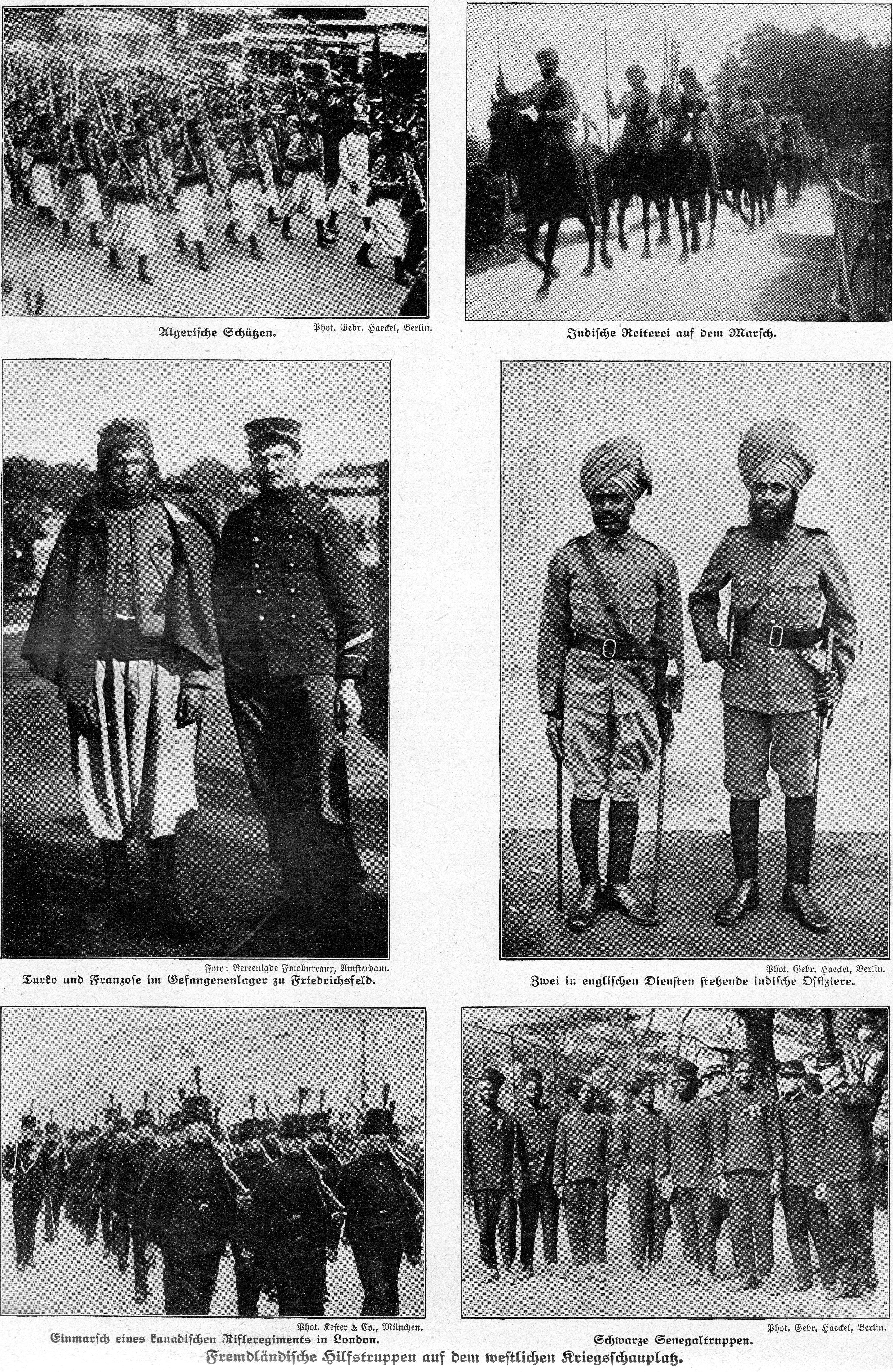
Alliierte Kolonialtruppen auf dem westlichen Kriegsschauplatz ca. 1915

Im Ersten und Zweiten Weltkrieg wurden Kolonialtruppen der Triple Entente und der Westmächte auch auf dem europäischen Kriegsschauplatz gegen die Mittel- und Achsenmächte eingesetzt, nach dem Ersten Weltkrieg im Rheinland auch als Besatzungstruppen. Das britische Westindien-Regiment (siehe oben) wurde sowohl in Deutsch-Ostafrika als auch noch kurzfristig in Palästina eingesetzt.
Im Spanischen Bürgerkrieg wurden nordafrikanische Kolonialtruppen von Seiten der Putschisten von General Francisco Franco gegen regierungstreue Truppen und die Interbrigaden verwendet.

## Marine und Marinetruppen

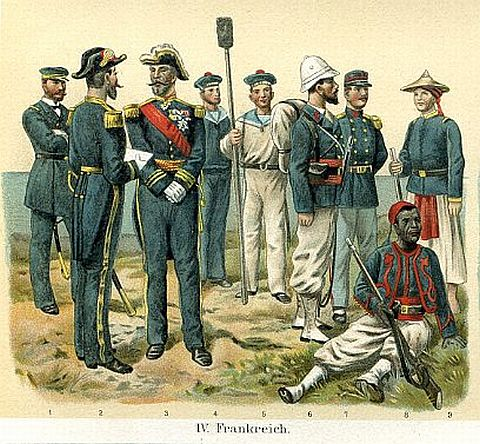
Marine Frankreich (Meyers)

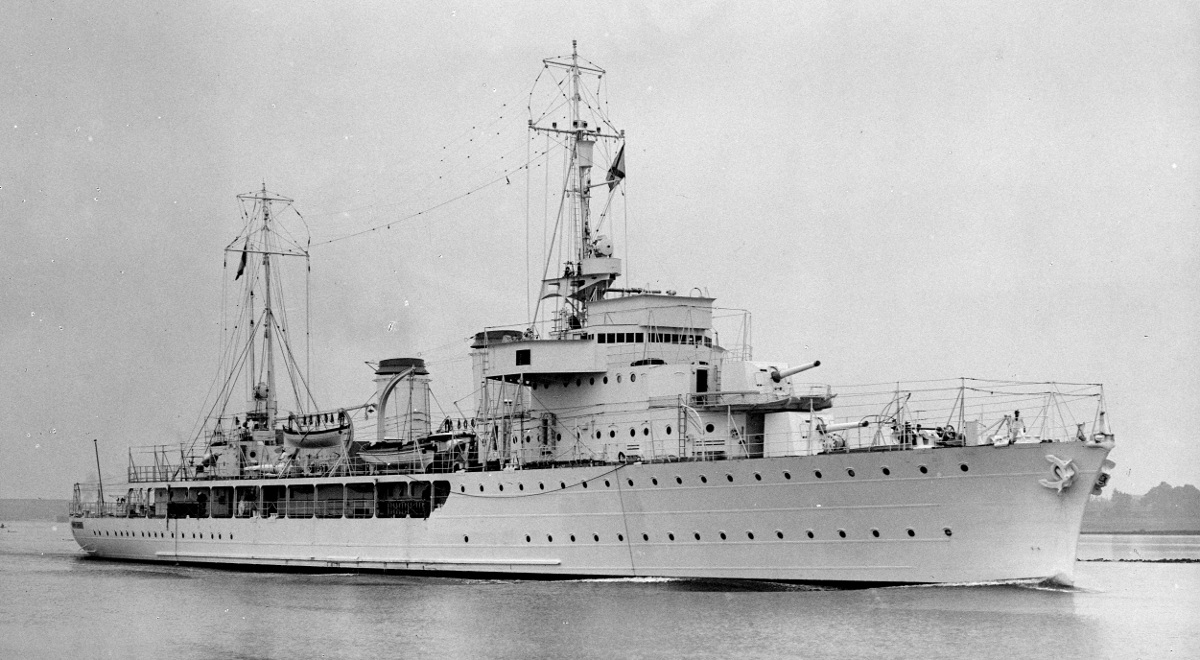
Amiral Charner SLV Green

Sowohl bei der Eroberung als auch der Sicherung der Kolonien sowie als imperiale Reserve spielten die Seestreitkräfte der Kolonialmächte eine oft unterschätzte, aber entscheidende Rolle. Nicht nur das Empire, sondern auch Frankreich, das deutsche Kaiserreich und die USA besaßen ein globales Netz von Auslandsstationen, von denen aus nicht nur die Seewege kontrolliert, sondern bei Bedarf auch Kreuzer und Kanonenboote als „koloniale Feuerwehr“ in Aufstandsgebiete entsandt werden konnten. Ohnehin waren in Kolonien mit großen Flüssen Kanonenboote bzw. Flusskanonenboote stationiert, um die internen Wasserwege zu kontrollieren, so dem Nil, Niger oder Ganges. Frankreich und Italien entwickelten Anfang der 1930er Jahre einen speziellen Schiffstyp für den Kolonialdienst, den Kolonialkreuzer.
Praktisch alle Kolonialmächte setzten neben Schiffsbesatzungen auch ihre Marineinfanterie (zum Beispiel Royal Marines, deutsche Seebataillone) zeitweilig als Kolonialtruppen ein. Da diese jedoch ausschließlich aus europäischem Personal bestanden, waren sie für einen langfristigen Einsatz in den Tropen nicht geeignet, wie sich explizit an der Verwendung der deutschen Marineinfanterie im Aufstand der Herero und Nama zeigen sollte. Andererseits demonstrierte dieser Aufstand durch den Einsatz des Kanonenboots Habicht, dass ein kleines, aber (auch handwerklich) gut ausgebildetes Landungskorps von Matrosen in der Lage war, innerhalb kürzester Zeit eine von den Aufständischen nicht nachhaltig zerstörte, strategisch außerordentlich bedeutsame Eisenbahnlinie wieder in Stand zu setzen und gegen erneute Angriffe zu sichern.

## Auflösung, Umwandlung in nationale Streitkräfte
Die überwiegende Mehrheit der europäischen Kolonialtruppen wurde bei der Unabhängigkeit der Kolonien in den 1950er/60er Jahren in nationale Streitkräfte umgewandelt, wie analog auch die Kolonialpolizeien in Nationalpolizeien transformiert wurden. Ausnahmen waren ehemalige Kolonien wie Indochina, Algerien, Angola, Mosambik und Guinea-Bissau, in denen die nationalen Streitkräfte aus früheren Befreiungsbewegungen gebildet wurden.

## Die Inszenierung von Kolonialtruppen in Film und Fernsehen
- Non oder Der vergängliche Ruhm der Herrschaft
- Omaruru
- Khartoum
- Morenga
- Die Reiter von Deutsch-Ostafrika
- Vier Federn
- Sie fürchten weder Tod noch Teufel
- Marschier oder stirb
- Nordwest-Passage
- Alarm in Peking
- Das schwarze Bataillon
- Flucht aus der Hölle
- Zulu
- Aufstand in Sidi Hakim
- Schlacht um Algier
- Diên Biên Phú – Symphonie des Untergangs
- Sandino
- The Marines Are Coming

### Fachliteratur
- Peter Abbott: Colonial Armies in Africa 1850-1918, Nottingham 2006. ISBN 1-901543-07-2
- André Beaufre: Die Revolutionierung des Kriegsbildes. Neue Formen der Gewaltanwendung, Stuttgart (Kohlhammer) 1973.
- W. von Bremen: Die Kolonialtruppen und Kolonialarmeen der Hauptmächte Europas. Ihre geschichtliche Entwickelung und ihr gegenwärtiger Zustand, Bielefeld/Leipzig (Velhagen & Klasing) 1902. Digitalisat
- Tanja Bührer, Christian Stachelbeck, Dierk Walter (Hrsg.): Imperialkriege von 1500 bis heute. Strukturen – Akteure – Lernprozesse. Schöningh, Paderborn u. a. 2011, ISBN 978-3-506-77337-1.
- René Chartrand/Mark Stacey: French naval and colonial troops 1872-1914, Oxford (Osprey) 2018 (Schriftenreihe: Men-at-arms series, Nr. 517). ISBN 978-1-4728-2619-0. ISBN 1-4728-2619-1
- Gabriele Esposito/Giuseppe Rava: Italian colonial troops 1882-1960, Oxford (Osprey Publishing) 2022 (Schriftenreihe: Men-at-arms series, Nr. 544). ISBN 978-1-4728-5126-0. ISBN 1-4728-5126-9. ISBN 978-1-4728-5129-1. ISBN 978-1-4728-5128-4. ISBN 978-1-4728-5129-1
- Lewis H. Gann: The Rulers of Belgian Africa, 1884-1914, Princeton (Princeton University Press) 2015. ISBN 978-1-4008-6909-1
- Philip J. Haythornthwaite: The Colonial Wars Sourcebook, London (Arms and Armour Press) 1995. ISBN 1-85409-196-4
- Daniel R. Headricks: The Tools of Empire. Technology and European Imperialism in the Nineteenth Century, New York/Oxford 1981.* David Killingray/David Omissi (Hg.): Guardians of empire: the armed forces of the colonial powers, c. 1700-1964, Manchester 2000.
- Heiko Herold: Reichsgewalt bedeutet Seegewalt. Die Kreuzergeschwader der Kaiserlichen Marine als Instrument der deutschen Kolonial- und Weltpolitik 1885 bis 1901 (Beiträge zur Militärgeschichte, Bd. 74, zugleich Phil. Diss. Heinrich-Heine-Universität Düsseldorf), München (Oldenbourg Verlag) 2012. ISBN 978-3-486-71297-1
- Juan Marchena Fernández: Ejército y milicias en el mundo colonial americano, Madrid (Editorial MAPFRE) 1992. ISBN 84-7100-548-4* Ivan Musicant: The Banana Wars. A History of the United States Military Intervention in Latin America from the Spanish-American War to the Invasion of Panama, New York 1990, ISBN 0-02-588210-4
- Walter Nuhn: Kolonialpolitik und Marine. Die Rolle der Kaiserlichen Marine bei der Gründung und Sicherung des deutschen Kolonialreiches 1884-1914, Bonn 2002. ISBN 3-7637-6241-8
- David E. Omissi: Air power and colonial control. The Royal Air Force 1919-1939, Manchester 1990.
- Horst Pietschmann: Portugal – Amerika – Brasilien: Die kolonialen Ursprünge einer Kontinentalmacht, in: Walther L. Bernecker/Horst Pietschmann/Rüdiger Zoller, Eine kleine Geschichte Brasiliens, Frankfurt am Main 2000, S. 11–123, hier S. 76–77.
- Pedro Puntoni: A Guerra dos Bárbaros. Povos Indígenas e a Colonização do Sertão Nordeste do Brasil, 1650-1720, São Paulo 2002.
- Christian Zentner/Gerd Schreiber: Die Kriege der Nachkriegszeit. Eine illustrierte Geschichte militärischer Konflikte seit 1945, München (Südwest-Verlag) 1969.

### Memoiren, Belletristik
- Gustav Frenssen: Peter Moors Fahrt nach Südwest. Ein Feldzugsbericht. Berlin (Grohe) 1906, diverse Nachauflagen bis 1953 Onlineversion bei gerhard-rohlfs.de
- Faustin Wirkus: The White King of La Gonâves. Garden City, New York (Doubleday) 1931.
- Werner von Langsdorff: Deutsche Flagge über Sand und Palmen. 53 Kolonialkrieger erzählen. Gütersloh (Bertelsmann) 1936.
- Jean Lartéguy: Die Zenturionen. Bonn (Verlag der Europäischen Bücherei) 1961.
- António Lobo Antunes: Der Judaskuß. München (Hanser) 1987.
- Friedrich Glauser: Gourrama. Roman aus der Fremdenlegion, Zürich 1940, diverse Nachauflagen bis 2009.